# Bandera del Consell del País Valencià
|  | No s'ha de confondre amb Senyera del País Valencià. |

La Bandera del Consell del País Valencià o Senyera del Consell, és una bandera del País Valencià creada en abril de 1979 pel Consell del País Valencià, organisme preautonòmic que va adoptar la senyera reial com a bandera oficial de l'ens, amb l'escut del País Valencià al bell mig.
El 2014, l'exemplar original de la Senyera que onejà a la Generalitat, va ser cedit i actualment es custòdia a l'Octubre Centre de Cultura Contemporània. En l'actualitat aquesta ensenya és utilitzada per grups del nacionalisme valencià lligats al corrent del fusterianisme.

## Història
En abril de 1978 el Consell del País Valencià, amb majoria socialista, va adoptar la Senyera sense blau com a bandera oficial de l'ens, amb l'escut valencià al bell mig, i es va hissar al balcó de l'Ajuntament de València juntament amb la bandera espanyola i amb la Senyera Coronada com a bandera de la ciutat. En el context de la batalla de València, el regidor per la UCD de València, Rafael Orellano va idear la forma de calar foc a la senyera valenciana durant els actes institucionals del 9 d'octubre de 1979; Orellano havia estat poc abans fundador del Grup d'Acció Valencianista, un grup d'ultradreta caracteritzat per la violència i l'extremisme.
Quan a finals d'aquell mateix any el president socialista Josep Lluís Albinyana va haver d'abandonar el Consell del País Valencià, un dels primers actes del nou president de la UCD, Enric Monsonís, va ser eliminar l'oficialitat de la Senyera del Consell. L'anterior president, Albinyana, cedí posteriorment, el 25 d'abril de 2014, l'únic exemplar oficial de senyera del Consell del País Valencià a l'Institut Joan Fuster. Es tractava de l'exemplar que onejà a la Generalitat; també declarà públicament que, l'endemà de la seua dimissió, l'ordenança que l'havia arriat per ordre de Monsonís li'l va regalar, i que se'l va guardar perquè «en l'època hi oferien 30 mil pessetes per cada senyera cremada».
En el moment de negociar la redacció de l'Estatut d'Autonomia, la dreta defensava la Senyera Coronada i el nom de Regne de València, mentre l'esquerra es decantava per la Senyera quatribarrada i el nom País Valencià. Els redactors de l'Estatut nomenats pels diferents partits valencians amb representació parlamentària aplegaren a Benicàssim a una solució de consens, bandera amb blau, però amb l'escut valencià a la franja en compte de la corona, i el nom País Valencià per a la imminent Comunitat Autònoma. El text original es coneix com l'Estatut de Benicàssim. El sendemà la UCD declarava per boca d'Abril Martorell que no reconeixia l'acord signat pels seus representants, i així, quan en 1982 el Congrés dels Diputats va aprovar oficialment l'Estatut d'Autonomia valencià, l'anomenat Estatut de Madrid, la bandera era la Senyera Coronada i s'ideà un nou nom de Comunitat Valenciana, amb la idea que el partit de torn en el govern de la Generalitat Valenciana utilitzara el que creguera convenient. La solució de compromís sobre els termes s'aprovà amb l'abstenció del PSOE, i l'oposició del PCE.